# Liberty Caucus

Mapa dos membros do Caucus durante o 113º Congresso dos EUA.

Liberty Caucus é um grupo de republicanos da Câmara dos Representantes dos Estados Unidos, organizado para defender sua visão de direitos individuais, governo limitado e livre iniciativa do parlamento. O Caucus de membros do congresso foi fundado ao mesmo tempo que a organização ativista de base para o lobby dos cidadãos, o Liberty Committee of Falls Church, na Virgínia. Os dois grupos fizeram parceria nos esforços para reduzir o tamanho e o escopo do governo.
Até 2012, era chefiado por Ron Paul, um congressista texano que havia sido doze vezes.